# 傑登·哈德勒
傑登·哈德勒（英語：Jayden Hadler；1993年9月23日—）是一位澳大利亞游泳運動員。他擅長自由泳和蝶泳。他代表澳大利亞參加了2012年夏季奧林匹克運動會的比賽。